# Elfia (festival)

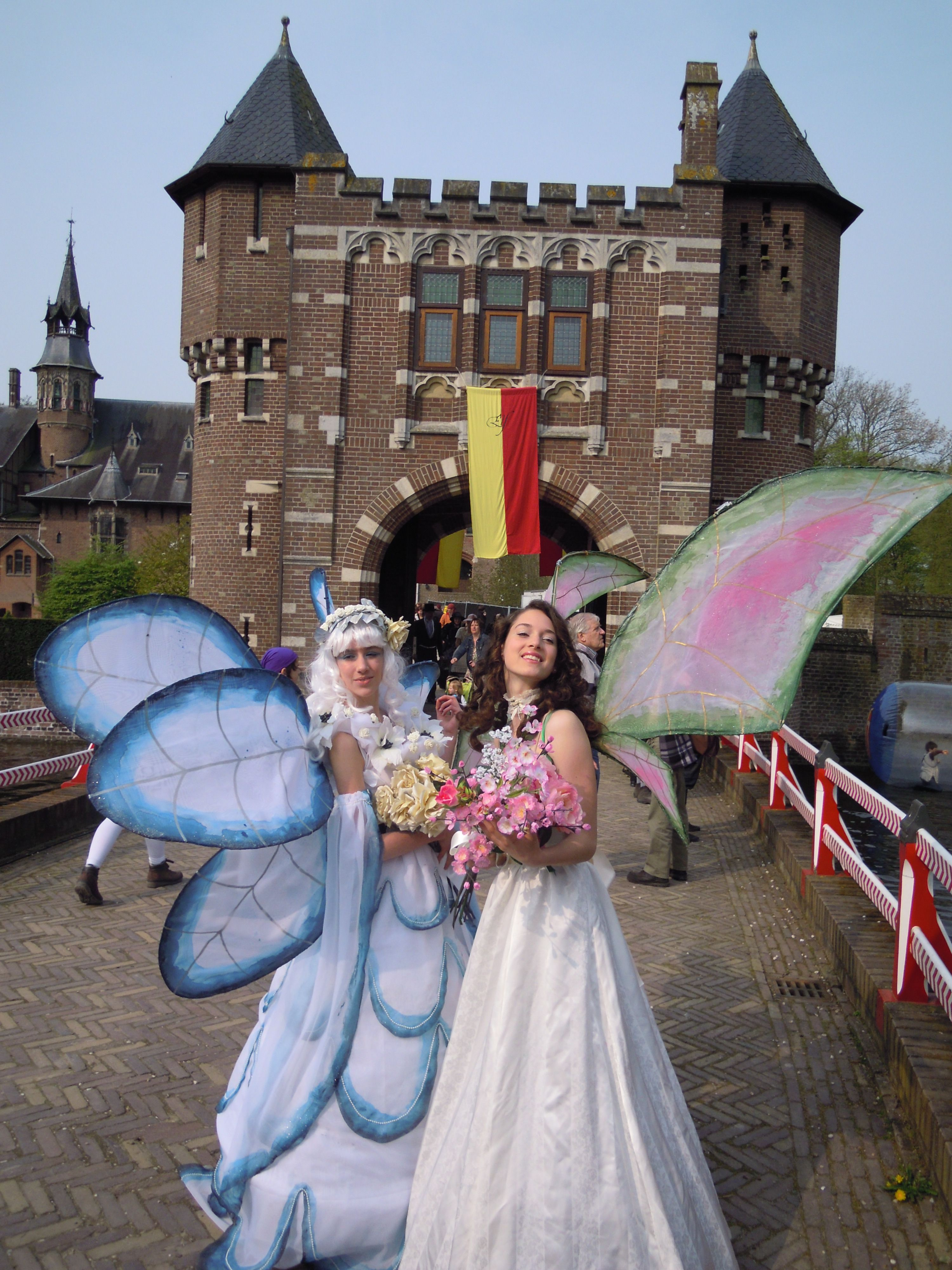
Elf Fantasy Fair 2011

Depuis 2013, l'Elf Fantasy Fair a changé son nom en Elfia. C'est un festival de costumes et de fantaisie, organisé deux fois par an aux Pays-Bas.
Il a été organisé pour la première fois en 2001 dans le parc à thème historique Archeon. Depuis 2009, Elfia (également connu sous le nom de Royaume d'Elfia) a  deux éditions par an, en avril au château de Haar, à Haarzuilens et en septembre au château d'Arcen. L'événement de Haarzuilens est le plus grand événement de fantaisie et de costume en Europe et attire quelque 27 000 visiteurs chaque année. Elfia a été créée par Stefan Struik mais est désormais dirigé par sa sœur Helena Struik avec le soutien d'un groupe de petites entreprises. Elfia est en fait un mélange de genres: à côté de la fantaisie, il y a aussi des thèmes de science-fiction, du GN, du gothique, du manga, du cosplay et des reconstitutions historiques. Mais surtout, c'est un événement costumé avec des défilés de costumes (fantastiques et historiques). Elfia se caractérise également comme un royaume avec un vrai drapeau, une frontière avec des douaniers fantastiques et des élections pour les rois et les reines.
Les précédents invités d'honneur étaient Terry Pratchett, Robert Jordan, Tarja Turunen, Stanislav Ianevski, Brian Froud, Brian Muir et Christopher Paolini. Le groupe allemand Faun a souvent fait la une de l'événement et le professeur d'anglais Roland Rotherham donne régulièrement des conférences dans la chapelle du château.

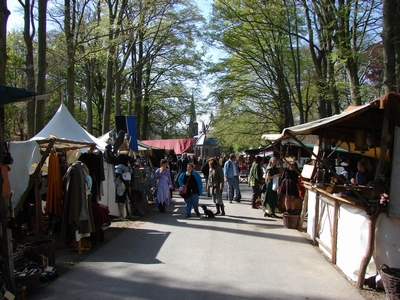
Elf Fantasy Fair 2007

## Voir également
- Fête médiévale